# Тляпкуръяха
Тляпкуръяха — река в России, протекает по территории Пуровского района Ямало-Ненецкого автономного округа. Начинается в болотах, течёт в северном направлении. Пойма реки в верховьях заболочена. Затем протекает через сосново-берёзовые и сосново-осиновые леса. В среднем течении поворачивает на северо-восток. Устье реки находится в 500 км по правому берегу реки Пякупур на высоте 78,9 метра над уровнем моря, в низовьях находятся хвойные леса с участием сосны, лиственницы и кедра. Около устья расположены ягельники. Длина реки составляет 42 км.

## Данные водного реестра
По данным государственного водного реестра России относится к Нижнеобскому бассейновому округу, водохозяйственный участок реки — Пур, речной подбассейн реки — Подбассейн отсутствует. Речной бассейн реки — Пур.
По данным геоинформационной системы водохозяйственного районирования территории РФ, подготовленной Федеральным агентством водных ресурсов:
- Код водного объекта в государственном водном реестре — 15040000112115300055158
- Код по гидрологической изученности (ГИ) — 115305515
- Код бассейна — 15.04.00.001
- Номер тома по ГИ — 15
- Выпуск по ГИ — 3